# أمراض الجينات البدنية السائدة
أمراض الجينات البدنية السائدة(بالإسبانية: Autosómico dominante) يصف مصطلح مجموعة الجينات البدنية السائدة واحدة من أنماط الوراثة الكلاسيكية أو المندلية ،وتتميز بعرضها لظاهرة السيادة الجينية(سيادة (وراثة)) لأليل معين(أليل (وراثة)) من الجينات التي تقع في واحدة من الصبغيات الجسمية(صبغي جسمي) ،أو كروموسومات غير محددة للجنس.

نموذج توضيحي لوراثة هذا المرض

ومن خلال هذه الآلية تنتقل سمة وراثية معينة بطريقة ما في شكل يمكن التنبؤ بها دون النظر إلى جنس الذُرية. وبالإضافة إلى أن هذه الصفة الوراثية توضح بشكل كافٍ أن المولود يتلقى الجينات من أحد الوالدين فقط.
إذا كان المرض هو مجموعة الجينات البدنية السائدة ،فهذا يدل أن الفرد المصاب فقط يستقبل أرسل غير طبيعي من أحد الوالدين ؛لكي يرث هذا المرض. لذلك الأكثر شيوعاً هو أن على الأقل واحد من الوالدين هو من يورث هذا المرض.

## نمط الوراثة
تمثل السلالة شجرة العائلة النموذجية ،والتي يتواجد بها العديد من الأفراد الذين يمثلوها ،وأيضاً بالإضافة إلى أسلافها المصابين.
يتم في وراثة الجينات البدنية السائدة التالي:
- هناك العديد من الأفراد المصابين. وليست هناك حاملين.
- المصابون هم أبناء لمصابين آخرين.
- يصيب هذا المرض كلاً من النساء والرجال بالتساوي.
- وكقاعدة ،نصف نسل الشخص المصاب يرث تأثير هذا المرض.
- الأفراد الأصحاء ينجبوا أبناء أصحاء.
- هناك رجال مصابون هم أبناء لرجال آخرين مصابين بالمرض.

بعض صفات الجينات البدنية السائدة
الصفات الطبيعية الموروثة لمجموعة الجينات البدنية السائدة:
- شعر مجعد.
- شعر وعيون غامقين.
- جلد أسمر.
- أنف عريضة.
- شفاه غليظة.
- صيوان أذن سمعي ضيق.
- أرداف عريضة.
- يوجد شعر في ساعد اليد.
- غمازة في الحدود والذقن.

أمراض متعلقة بمجموعة الجينات الوراثية السائدة:
داء هنتنغتون.
ورم أرومة الشبكية.
فرط التعظم القشري عند الرضيع.
داء الكلية متعددة الأكياس الصبغي الجسدي السائد.
متلازمة كالمان.
توسع الشعيرات النزيفي الوراثي.
رقاص سيدنهام.
تكون العظم الناقص.
متلازمة كورارينو.